# Pyšný štít
Der Pyšný štít (polnisch Durny Szczyt, deutsch Schwalbenturm, ungarisch Fecsketorony) ist mit 2621 m n.m. der fünfthöchste Berg der Slowakei, der Hohen Tatra  sowie der gesamten Karpaten.
Die Erhebung liegt oberhalb des Tals Malá Studená dolina (deutsch Kleines Kohlbachtal) und dessen oberen Abschluss an die Seegruppe Päť Spišských plies (deutsch Zipser Fünfseen). Der Berg fällt dort mit einer 250 Meter hohen Wand ab. Am östlichen Hang fällt der Pyšný štít mit einer etwa 400 Meter hohen Wand zum Kessel Medená kotlina (deutsch Kupferkessel) ab. Vom benachbarten Malý Pyšný štít (2590 m n.m.) wird der Berg durch zwei Scharten und die dazwischen gelegene Felsnadel Loktibrada getrennt.
Der Name des Bergs im Polnischen und Slowakischen leitet sich vermutlich vom „stolzen“ (slowakisch pyšný, goralisch durny) Aussehen der Erhebung ab. Die deutschen und ungarischen Bezeichnungen hingegen behielten den von den Schwalben abgeleiteten Namen, deren slowakische Entsprechung (Lastovičia veža) heute außer Gebrauch steht.
Die Erstbesteigung erfolgte am 6. August 1877 durch Edmund Téry und den Bergsteiger Martin Spitzkopf. Die Wintererstbesteigung erfolgte am 27. März 1910 durch Eduard Hrubý, Oskar Jordán, Roman Komarnicki und Eugen Serényi.
Trotz seiner Höhe steht der Pyšný štít im Schatten der nahegelegenen Lomnitzer Spitze (2634 m n.m.). Der Berg ist nur mit einem Bergführer zu besteigen, der leichteste Anstieg ist von der Téry-Hütte.